# Io Kufeu
Io Kufeu ist ein Distrikt (Kecamatan) des indonesischen Regierungsbezirks (indonesisch Kabupaten) Malaka (Provinz Ost-Nusa-Tenggara) auf der Insel Timor. Der Verwaltungssitz befindet sich in Fatuao im administrativen Dorf (Desa) Tunabesi.

## Geographie
| „Dorf“ (Desa) | Hauptort  | Fläche    | Einwohner |
| ------------- | --------- | --------- | --------- |
| Fatoin        | Raymea    | 13,79 km² | 764       |
| Bani-Bani     | Tunuahu   | 11,20 km² | 814       |
| Ikan Tuanbeis | Efudini   | 14,27 km² | 1.115     |
| Kufeu         | Fatunutuk | 11,20 km² | 1.097     |
| Biau          | Naitnenas | 7,63 km²  | 639       |
| Tunabesi      | Fatuao    | 4,85 km²  | 2.342     |
| Tunmat        | Hoineno   | 4,85 km²  | 1.206     |

Io Kufeu liegt im Westen des Regierungsbezirks Malaka im westlichen Zentraltimor. Im Westen befindet sich der Regierungsbezirk (Kabupaten) Nordzentraltimor (Timor Tengah Utara), nördlich und östlich der Distrikt Sasita Mean und südlich der Distrikt Rinhat. Io Kufeu hat eine Fläche von 67,79 km².
Der Distrikt unterteilt sich in sieben Dörfer (indonesisch Desa): Tunmat nimmt den gesamten Nordwesten von Io Kufeu ein und hat eine Fläche von 4,85 km². Im Nordosten liegen die Dörfer Tunabesi (4,85 km²) und Biau (7,63 km²) und im Südwesten befinden sich Kufeu (11,20 km²), Ikan Tuanbesi (14,27 km²) und Bani-Bani (11,20 km²). Die Südspitze bildet das Dorf Fatoin mit 13,79 km².
Io Kufeu befindet sich auf einer Meereshöhe zwischen 400 m und 500 m, wobei die Hauptorte der Dörfer alle unterhalb von 500 m liegen. Drei Flüsse fließen im Distrikt. Durch die Desas Fatoin, Bani-Bani, Biau, Tunabesi und Tunmat fließt der Biau, der Benenai durchquert Fatoin und Ikan Tuanbeis und der kleinere Oe Bauteon fließt im Desa Biau.

## Einwohner
2016 lebten im Distrikt 7.959 Menschen (3.818 Männer und 4.141 Frauen) in 2.143 Haushalten. 1070 Einwohner waren 0 bis 4 Jahre alt, 159 waren 75 Jahre oder älter. Die meisten Menschen leben im Desa Tunabesi (2.342 Einwohner). 8.705 Menschen bekennen sich zum katholischen Glauben, 337 sind Protestanten und einer Muslim. Im Distrikt gibt es eine katholische Kirche in Biau, fünf katholische Kapellen und eine protestantische Kirche in Kufeu.

## Öffentliche Einrichtungen
Im Distrikt gibt es elf Grundschulen, fünf Junior High Schools und eine Senior High School. 32 Gesundheitseinrichtungen stehen für eine medizinische Versorgung zur Verfügung.

## Wirtschaft
Auf 475 Hektar wird Reis angebaut, Mais wird auf 1.800 Hektar angepflanzt und Maniok wächst auf 125 Hektar. Weitere Nutzpflanzen sind Erdnüsse (45 Hektar), grüne Bohnen (100 Hektar) und Süßkartoffeln (25 Hektar). 2015 hielt man im Distrikt als Nutztiere 2523 Rinder, 26 Pferde, 3.895 Schweine und 333 Ziegen. Dazu kommen noch 19.953 Hühner und 77 Enten. Wasserbüffel und Schafe fehlen. Auch Industrie findet sich im Distrikt nicht. 64 Kleinhändler sind in Io Kufeu tätig.